# Jacaranda obtusifolia
Jacaranda obtusifolia là một loài thực vật có hoa trong họ Chùm ớt. Loài này được Bonpl. mô tả khoa học đầu tiên năm 1805.